# Hasan Čustović
Hasan Čustović ( ? - Damask, Sirija, 1982.), tajnik predsjedništva vlade NDH, hrvatski emigrantski djelatnik u Siriji.

## Životopis
Školski prijatelj Vjekoslava Vrančića iz Narodne osnovne škole u Gackom. Srpski kulturni radnik Risto Grđić osnivao je sokolske čete po muslimanskim selima. Umjesto sebe, za tajnika Sokolskog društva u Gacku postavio je Čustovića. Čustović je za vrijeme Drugog svjetskog rata bio logornik u Gacku. Poslije je bio tajnik predsjedništva vlade NDH. Nakon rata preko Italije odlazi u Siriju gdje je urednik Hrvatske volje - glasila Hrvata na Orientu, te predsjednik Društva Hrvata u Siriji (Društvo Hrvata Damas), pokretač tog lista. Društvo su činili hrvatski muslimanski izbjeglice s teritorija NDH u samoj završnici rata ili netom nakon njegova završetka, sebe smatraju Hrvatima, a dio ih je obnašao najviše dužnosti u vlasti NDH. 
Umro je u Damasku.